# Kym Marsh
Kimberley Gail Marsh (anciennement Ryder et Lomas ; née le 13 juin 1976) est une actrice, présentatrice de télévision et ancienne auteur-compositeur-interprète anglaise, devenue célèbre en 2001 après avoir remporté une place au sein du groupe Hear'Say, à la suite d'une apparition dans l'émission de téléréalité Popstars. Hear'Say connait un bref succès, réalisant deux singles qui sont classés numéro un au Royaume-Uni, ainsi qu'un album également classé numéro un au Royaume-Uni, mais Marsh quitte le groupe en 2002 pour poursuivre une carrière solo. Elle sort un album intitulé Standing Tall en 2003, qui culmine au 9e rang au Royaume-Uni et dont sont extraits deux singles parmi les dix meilleurs du Royaume-Uni.
Depuis octobre 2020, Marsh co-présente l'émission matinale Morning Live sur la chaine BBC aux côtés du présentateur gallois Gethin Jones.

## Biographie
Marsh est née le 13 juin 1976 à l'hôpital Whiston à Whiston, Merseyside. Elle est la fille de Pauline et David Marsh. Elle a deux frères aînés et une sœur aînée. Son père est menuisier, et à ses heures perdues, guitariste principal du groupe Ricky and the Dominant Four, qui joue la première partie des Beatles au Cavern Club. Elle fréquente le lycée Byrchall à Ashton-in-Makerfield et la Elliot Clarke Stage School à Liverpool pendant deux ans, qu'elle quitte à l'age de 15 ans.
Marsh dit qu'elle aimerait revenir à la musique un jour, mais "Pour le moment, je me concentre sur Corrie et j'y accorde toute mon attention."

### Eurovision
Marsh a un fils nommé David (né en 1995) et une fille nommée Emilie (née en 1997), issus d'une relation avec Dave Cunliffe. L'actrice épouse l'acteur Jack Ryder à St Albans, Hertfordshire, le 10 août 2002. Le couple divorce le 12 août 2009.
Marsh sort avec l'acteur Jamie Lomas à partir de juillet 2008. Ils se marient dans le Cheshire en septembre 2012. Elle et Lomas  annoncent qu'ils attendaient un bébé en 2009. Leur fils, Archie, est né 18 semaines plus tôt le 11 février et est décédé quelques instants après sa naissance. Le 23 mars 2011, leur fille Polly est née. Le 3 octobre 2012, Marsh annonce qu'elle serait connue, non pas comme Kym Marsh, mais comme Kym Lomas. Ils se séparent en 2013 et divorcent en 2014.
En mai 2017, une figure de cire de Marsh est ajoutée à la galerie de Madame Tussauds Blackpool .
En mai 2019, Marsh devient grand-mère lorsque sa fille Emilie a un fils.
Marsh annonce ses fiançailles avec Scott Ratcliff, un commandant de l'armée, le 14 juin 2021.